# Musculator
En Musculator (キン肉マン, Kinnikuman), el nom real del qual és Suguru Múscul (キン肉スグル, Kinniku Suguru), és el protagonista del manga i anime de Musculman, manga de lluita lliure dels Yudetamago.

## Descripció
- Alias: Musculator, The Chanelman (Gira pels EUA)
- Classificació: Superhomes Justiciers
- Terra Natal: Planeta Múscul
- Edat: 20, 22 (Saga Màscara d'Or), 24 (Saga LLuita pel Tron)
- Alçada: 185 cm
- Pes: 90 kg
- Fortalesa: 950.000 Power / 70.000.000 Power (gràcies a la Força Bruta en el Moment Decisiu)
- Tècniques: Raig Destructor, Múscul Buster, Neo Múscul Buster, Múscul Driver, Cortina de Carn, Acoblament Múscul, Muscle *Spark versió Suguru, Muscle Spark Complet.
- Equips: Machine Guns, Muscle Brothers.
- Familia: Tatsunori (Avi), Mayumi (Pare), Sayuri (Mare), Ataru (Germà Gran) Ronyona (Muller), Mantarō (Fill)
- Entrenador: Príncep Kamehame